# Question at Me
Question at Meè un brano musicale di Megumi Hayashibara, scritto da Sato Hidetoshi, Goshima Shou e dalla stessa Hayashibara, e pubblicato come singolo il 28 maggio 1999 dalla Starchild Records. Il brano è stato incluso nell'album della Hayashibara Fuwari e nella raccolta Vintage S. Il singolo raggiunse la quattordicesima posizione della classifica settimanale Oricon, e rimase in classifica per cinque settimane, vendendo selling 72 570 copie. Proof of Myself è stato utilizzato come sigla d'apertura della serie televisiva sentai Sennen Oukokusan Jyubuanii Nights.

## Tracce
CD singolo KIDA-180
1. Question at Me - 4:22
2. ~Sorekara~ (~それから~) - 4:54
3. Question at Me (Off Vocal Version) - 4:22
4. ~Sorekara~ (Off Vocal Version) - 4:54

Durata totale: 18:44

## Classifiche
| Classifica (1999)                        | Posizione più alta |
| ---------------------------------------- | ------------------ |
| Giappone (Classifica settimanale Oricon) | 14                 |